# Butirilholinesteraza
Butirilholinesteraza (HGNC symbol BCHE), takođe poznata kao BChE, BuChE, pseudoholinesteraza, ili (holin)esteraza plazme, je nespecifični holinesterazni enzim koji hidrolizuje mnoge različite estre bazirane na holinu. Kod ljudi, ona se izražava u jetri, prisutna je uglavnom u krvotoku, a kodirana je BCHE genom.
Ovaj enzim je veoma sličan sa neuronskom acetilholinesterazom, koja je isto tako poznata kao RBC ili eritrocitna holinesteraza. Termim "serumska holinesteraza" se generalno koristi u kontekstu kliničkog testa koji odražava nivoe ova dva enzima u krvi. Test aktivnosti butirilholinesteraze u plazmi se može koristiti kao test funkcije jetre pošto hiperholinesterasemija i hipoholinesterasemija indiciraju patoliške procese.
Butirilholin je sintetičko jedinjenje koje se prirodno ne javlja u telju. On se koristi za pravljenje razlike između acetilholinesteraze i butirilholinesteraze.

## Klinički značaj
Pseudoholinesterazna deficijencija dovodi do usporenog metabolizma nekoliko jedinjenja s kliničkim značajem, među kojima su: sukcinilholin, mivakurijum, prokain, heroin, i kokain. Klinički najvažniji među njenim supstratima je depolarizirajući neuromišićno blokirajući agens, sukcinilholin, koji pseudoholinesterazni enzim hidrolizuje do sukcinilmonoholina i zatim do sukcinske kiseline.

### Profilaktičko protivsredstvo protiv nervnog gasa
Butirilholinesteraza je profilaktički protivotrov protiv organofosfatne nervne agense. Ona vezuje nervne agense u krvotoku pre nego što oni deluju na nervni sistem. Pošto je ona biološko sredstvo za uklanjanje (i univerzalna meta), ona je trenutno jedini terapeutski agens koji efektivno pruža pruža kompletnu stehiometrijsku zaštitu od celokupnog spektraa organofosfatnih nervnih agenasa.

### Fiziološka uloga
Nedavno je pokazano da butirilholinesteraza može da bude fiziološki regulator grelina.

## Mapa interaktivnih puteva
Kliknite na gene, proteine i metabolite u nastavku za veze s odgovarajućim člancima. 
1. ↑  The interactive pathway map can be edited at WikiPathways: „IrinotecanPathway_WP46359”.

## Inhibitori
- Cimserin i derivati
- Profenamin
- Rivastigmin
- Takrin
- (+)-ZINC-12613047: IC50 ljudske BChE 13nM, visoka selektivnost u odnosu na AChE.[5]

## Literatura
- Bodur E, Cokugras AN (2005). „The effects of indole-3-acetic acid on human and horse serum butyrylcholinesterase”. Chemico-Biological Interactions. 157-158 (16): 375—378. PMID 16429500. doi:10.1016/j.cbi.2005.10.061.
- Lockridge O (1988). „Structure of human serum cholinesterase”. BioEssays. 9 (4): 125—8. PMID 3067729. doi:10.1002/bies.950090406.
- Allderdice PW, Gardner HA, Galutira D, Lockridge O, LaDu BN, McAlpine PJ (1991). „The cloned butyrylcholinesterase (BCHE) gene maps to a single chromosome site, 3q26”. Genomics. 11 (2): 452—4. PMID 1769657. doi:10.1016/0888-7543(91)90154-7.
- Gaughan G, Park H, Priddle J, Craig I, Craig S (1991). „Refinement of the localization of human butyrylcholinesterase to chromosome 3q26.1-q26.2 using a PCR-derived probe”. Genomics. 11 (2): 455—8. PMID 1769658. doi:10.1016/0888-7543(91)90155-8.
- Arpagaus M, Kott M, Vatsis KP, Bartels CF, La Du BN, Lockridge O (1990). „Structure of the gene for human butyrylcholinesterase. Evidence for a single copy”. Biochemistry. 29 (1): 124—31. PMID 2322535. doi:10.1021/bi00453a015.
- Nogueira CP, McGuire MC, Graeser C, Bartels CF, Arpagaus M, Van der Spek AF, Lightstone H, Lockridge O, La Du BN (1990). „Identification of a frameshift mutation responsible for the silent phenotype of human serum cholinesterase, Gly 117 (GGT----GGAG)”. American Journal of Human Genetics. 46 (5): 934—42. PMC 1683584 . PMID 2339692.
- McGuire MC, Nogueira CP, Bartels CF, Lightstone H, Hajra A, Van der Spek AF, Lockridge O, La Du BN (1989). „Identification of the structural mutation responsible for the dibucaine-resistant (atypical) variant form of human serum cholinesterase”. Proceedings of the National Academy of Sciences of the United States of America. 86 (3): 953—7. PMC 286597 . PMID 2915989. doi:10.1073/pnas.86.3.953.
- Prody CA, Zevin-Sonkin D, Gnatt A, Goldberg O, Soreq H (1987). „Isolation and characterization of full-length cDNA clones coding for cholinesterase from fetal human tissues”. Proceedings of the National Academy of Sciences of the United States of America. 84 (11): 3555—9. PMC 304913 . PMID 3035536. doi:10.1073/pnas.84.11.3555.
- Lockridge O, Adkins S, La Du BN (1987). „Location of disulfide bonds within the sequence of human serum cholinesterase”. The Journal of Biological Chemistry. 262 (27): 12945—52. PMID 3115973.
- McTiernan C, Adkins S, Chatonnet A, Vaughan TA, Bartels CF, Kott M, Rosenberry TL, La Du BN, Lockridge O (1987). „Brain cDNA clone for human cholinesterase”. Proceedings of the National Academy of Sciences of the United States of America. 84 (19): 6682—6. PMC 299147 . PMID 3477799. doi:10.1073/pnas.84.19.6682.
- Lockridge O, Bartels CF, Vaughan TA, Wong CK, Norton SE, Johnson LL (1987). „Complete amino acid sequence of human serum cholinesterase”. The Journal of Biological Chemistry. 262 (2): 549—57. PMID 3542989.
- Jbilo O, Toutant JP, Vatsis KP, Chatonnet A, Lockridge O (1994). „Promoter and transcription start site of human and rabbit butyrylcholinesterase genes”. The Journal of Biological Chemistry. 269 (33): 20829—37. PMID 8063698.
- Mattes C, Bradley R, Slaughter E, Browne S (1996). „Cocaine and butyrylcholinesterase (BChE): determination of enzymatic parameters”. Life Sciences. 58 (13): PL257—61. PMID 8622553. doi:10.1016/0024-3205(96)00065-3.
- Iida S, Kinoshita M, Fujii H, Moriyama Y, Nakamura Y, Yura N, Moriwaki K (1996). „Mutations of human butyrylcholinesterase gene in a family with hypocholinesterasemia”. Human Mutation. 6 (4): 349—51. PMID 8680411. doi:10.1002/humu.1380060411.
- Kamendulis LM, Brzezinski MR, Pindel EV, Bosron WF, Dean RA (1996). „Metabolism of cocaine and heroin is catalyzed by the same human liver carboxylesterases”. The Journal of Pharmacology and Experimental Therapeutics. 279 (2): 713—7. PMID 8930175.
- Hidaka K, Iuchi I, Tomita M, Watanabe Y, Minatogawa Y, Iwasaki K, Gotoh K, Shimizu C (1997). „Genetic analysis of a Japanese patient with butyrylcholinesterase deficiency”. Annals of Human Genetics. 61 (Pt 6): 491—6. PMID 9543549. doi:10.1046/j.1469-1809.1997.6160491.x.
- Browne SP, Slaughter EA, Couch RA, Rudnic EM, McLean AM (1998). „The influence of plasma butyrylcholinesterase concentration on the in vitro hydrolysis of cocaine in human plasma”. Biopharmaceutics & Drug Disposition. 19 (5): 309—14. PMID 9673783. doi:10.1002/(SICI)1099-081X(199807)19:5<309::AID-BDD108>3.0.CO;2-9.
- Altamirano CV, Lockridge O (1999). „Conserved aromatic residues of the C-terminus of human butyrylcholinesterase mediate the association of tetramers”. Biochemistry. 38 (40): 13414—22. PMID 10529218. doi:10.1021/bi991475.
- Darvesh S, Kumar R, Roberts S, Walsh R, Martin E (2001). „Butyrylcholinesterase-Mediated enhancement of the enzymatic activity of trypsin”. Cellular and Molecular Neurobiology. 21 (3): 285—96. PMID 11569538. doi:10.1023/A:1010947205224.
- Barta C, Sasvari-Szekely M, Devai A, Kovacs E, Staub M, Enyedi P (2001). „Analysis of mutations in the plasma cholinesterase gene of patients with a history of prolonged neuromuscular block during anesthesia”. Molecular Genetics and Metabolism. 74 (4): 484—8. PMID 11749053. doi:10.1006/mgme.2001.3251.

## Spoljašnje veze
- Butyrylcholinesterase на 